# بوزوونا
بوزوونا (به لاتین: Buzovna) یکی از شهرهای جمهوری آذربایجان است که از توابع شهر باکو است. جمعیت این شهر در سرشماری سال ۲۰۱۱ میلادی، ۲۹۳۰۰ نفر بود.